# Bolnisi
Bolnisi (georgiska: ბოლნისი) är en stad i regionen Nedre Kartlien, Georgien. Staden är huvudort för Bolnisidistriktet. Staden har förlorat en stor del av sin ickegeorgiska befolkning sedan Sovjetunionens fall, och har idag 8 967 invånare (2014).
Bolnisi grundades 1918 under namnet Katharinenfeld. Detta sedan staden grundats av 95 tyska kolonistfamiljer. Efter Röda Arméns ockupation 1921 döptes staden om till Ljuksemburg efter den tyska kommunisten Rosa Luxemburg. Efter Nazitysklands invasion av Sovjetunionen 1941 deporterades alla tyskar som inte var gifta med georgier till Sibirien och Kazakstan. Tre år senare, 1944, återfick staden sitt namn Bolnisi. Idag är ungefär 89 procent av invånarna georgier. Stadens största inkomster består av vinodling och ölbryggeri. I den närliggande byn Ratevani bryter man guld. Staden har ett framgångsrikt fotbollslag, FC Sioni Bolnisi. Staden uppges ha tagit skador från kriget i Georgien 2008, då bland annat stadens flygfält skall ha träffats av ryska bomber.
Staden kännetecknas av det så kallade Bolnisikorset. Detta kors symboliserar staden och finns med på stadens flagga, stadsvapen såväl som på Georgiens flagga. Bolnisikorset kommer från Bolnisis Sioni, en basilika i staden.